# Bahar Muradova
Bahar Muradova Avaz kizi (en azerí: Muradova Bahar Avaz qızı) es una política azerbaiyana, diputada (2000-2020), exvicepresidente de la Asamblea Nacional de la República de Azerbaiyán, exjefe de la delegación azerbaiyana da Asamblea Parlamentaria de OSCE, y presidente del Comité Estatal de Asuntos de Familia, Mujer e Infancia de la República de Azerbaiyán.

## Biografía
Bahar Muradova nació el 20 de marzo de 1962 en la ciudad Fizuli de Azerbaiyán. En 1990 graduó de la facultad de fililogía de la Universidad Estatal de Azerbaiyán. En 2000 también graduó de la facultad jurídica de la uninversidad “Azerbaiyán”.

### Carrera
En los años 1993-1995 trabajaba instructora del Jefe del poder ejecutivo de la raión Yasamal de la ciudad Bakú. En los años 1995-2000 era oficial responsable del Departamento político de la Oficina Ejecutiva del Presidente de la República de Azerbaiyán. 
Desde 2000 hasta 2020 fue el diputado de la Asamblea Nacional de la República de Azerbaiyán.
Por la decisión del Presidente de la República de Azerbaiyán Ilham Aliyev desde 12 de marzo de 2020 Bahar Muradova fue nombrado el presidente del Comité Estatal de Asuntos de Familia, Mujer e Infancia de la República de Azerbaiyán.

## Órdenes, medallas y premios
Orden Shohrat – el 16 de marzo de 2012